# Grand Prix automobile de Saint-Marin 1981
Le Grand Prix de Saint-Marin 1981 est la 346e course de Formule 1 courue depuis 1950 et la quatrième épreuve du championnat 1981. C'est le premier Grand Prix portant le nom de la République de Saint-Marin, le troisième plus petit État européen. Il s'est couru sur le circuit Dino et Enzo Ferrari, dans la petite ville italienne d'Imola, en Émilie-Romagne, proche des monts Apennins, le 3 mai 1981. 

## Classement
| Pos. | No | Pilote                | Écurie          | Tours | Temps/Abandon                     | Grille | Points |
| ---- | -- | --------------------- | --------------- | ----- | --------------------------------- | ------ | ------ |
| 1    | 5  | Nelson Piquet         | Brabham-Ford    | 60    | 1 h 51 min 23 s 97 (162,873 km/h) | 5      | 9      |
| 2    | 29 | Riccardo Patrese      | Arrows-Ford     | 60    | + 4 s 58                          | 9      | 6      |
| 3    | 2  | Carlos Reutemann      | Williams-Ford   | 60    | + 6 s 34                          | 2      | 4      |
| 4    | 6  | Héctor Rebaque        | Brabham-Ford    | 60    | + 22 s 89                         | 13     | 3      |
| 5    | 28 | Didier Pironi         | Ferrari         | 60    | + 25 s 87                         | 6      | 2      |
| 6    | 8  | Andrea De Cesaris     | McLaren-Ford    | 60    | + 1 min 06 s 61                   | 14     | 1      |
| 7    | 27 | Gilles Villeneuve     | Ferrari         | 60    | + 1 min 41 s 97                   | 1      |        |
| 8    | 16 | René Arnoux           | Renault         | 59    | + 1 tour                          | 3      |        |
| 9    | 14 | Marc Surer            | Ensign-Ford     | 59    | + 1 tour                          | 21     |        |
| 10   | 7  | John Watson           | McLaren-Ford    | 58    | + 2 tours                         | 7      |        |
| 11   | 33 | Patrick Tambay        | Theodore-Ford   | 58    | + 2 tours                         | 16     |        |
| 12   | 1  | Alan Jones            | Williams-Ford   | 58    | + 2 tours                         | 8      |        |
| 13   | 10 | Slim Borgudd          | ATS-Ford        | 57    | + 3 tours                         | 24     |        |
| Nc.  | 25 | Jean-Pierre Jabouille | Ligier-Matra    | 45    | Non classé                        | 18     |        |
| Abd. | 17 | Eliseo Salazar        | March-Ford      | 38    | Pression d'huile                  | 23     |        |
| Abd. | 4  | Michele Alboreto      | Tyrrell-Ford    | 31    | Collision                         | 17     |        |
| Abd. | 32 | Beppe Gabbiani        | Osella-Ford     | 31    | Collision                         | 20     |        |
| Abd. | 23 | Bruno Giacomelli      | Alfa Romeo      | 28    | Collision                         | 11     |        |
| Abd. | 3  | Eddie Cheever         | Tyrrell-Ford    | 28    | Collision                         | 19     |        |
| Abd. | 22 | Mario Andretti        | Alfa Romeo      | 26    | Boîte de vitesses                 | 12     |        |
| Abd. | 20 | Keke Rosberg          | Fittipaldi-Ford | 14    | Moteur                            | 15     |        |
| Abd. | 26 | Jacques Laffite       | Ligier-Matra    | 7     | Collision                         | 10     |        |
| Abd. | 15 | Alain Prost           | Renault         | 3     | Boîte de vitesses                 | 4      |        |
| Abd. | 31 | Miguel Angel Guerra   | Osella-Ford     | 0     | Accident                          | 22     |        |
| Nq.  | 30 | Siegfried Stohr       | Arrows-Ford     |       | Non qualifié                      |        |        |
| Nq.  | 18 | Derek Daly            | March-Ford      |       | Non qualifié                      |        |        |
| Nq.  | 9  | Jan Lammers           | ATS-Ford        |       | Non qualifié                      |        |        |
| Nq.  | 21 | Chico Serra           | Fittipaldi-Ford |       | Non qualifié                      |        |        |
| Nq.  | 36 | Derek Warwick         | Toleman-Hart    |       | Non qualifié                      |        |        |
| Nq.  | 35 | Brian Henton          | Toleman-Hart    |       | Non qualifié                      |        |        |
| Ret. | 11 | Elio De Angelis       | Lotus-Ford      |       | Châssis non conforme              |        |        |
| Ret. | 12 | Nigel Mansell         | Lotus-Ford      |       | Châssis non conforme              |        |        |

## Pole position et record du tour
- Pole position : Gilles Villeneuve en 1 min 34 s 523 (vitesse moyenne : 191,953 km/h).
- Meilleur tour en course : Gilles Villeneuve en 1 min 48 s 064 au 46e tour (vitesse moyenne : 167,900 km/h).

## Tours en tête
- Gilles Villeneuve : 14 (1-14)
- Didier Pironi : 32 (15-46)
- Nelson Piquet : 14 (47-60)

## À noter
- 5e victoire pour Nelson Piquet.
- 25e victoire pour Brabham en tant que constructeur.
- 140e victoire pour Ford-Cosworth en tant que motoriste.